# The Journal of Pathology
The Journal of Pathology è una rivista medica sottoposta a revisione paritaria, fondata nel 1892 da German Sims Woodhead col nome di The Journal of Pathology and Bacteriology. Fin dalla sua fondazione nel 1906, è stata la rivista ufficiale della Pathological Society of Great Britain and Ireland (attuale nome: Pathological Society).
La rivista ha pubblicato importanti articoli di patologia e medicina sperimentale, tra cui i lavori di Rudolf Virchow e Ilya Ilyich Mechnikov, che hanno entrambi contribuito al numero inaugurale.
Nel 1969 il titolo della rivista è stato abbreviato in The Journal of Pathology. Nel gennaio 1999 è stato pubblicato il primo di una serie di numeri annuali relativo ai "Temi molecolari e cellulari nella ricerca sul cancro", a cura di Peter A. Hall e David P. Lane. Una storia della rivista è stata scritta nel 2006 dall'ex caporedattore C. Simon Herrington, all'interno di un capitolo di un libro sulla storia della Pathological Society.
La rivista pubblica articoli di ricerca, articoli di revisione, commenti e prospettive, nonché gli abstract degli incontri invernali ed estivi della Pathological Society (in due supplementi annuali separati disponibili solo online). L'attuale caporedattore è Peter A. Hall MD PhD. La rivista è pubblicata per conto della Pathological Society dalla John Wiley & Sons. A causa del successo della rivista, a metà del 2014 ne è stata lanciata una gemella con un focus più clinico. Inizialmente si chiamava The Clinical Journal of Pathology, ma poi è stata ribattezzata Journal of Pathology: Clinical Research. Peter A. Hall è stato il primo redattore di questa rivista gemella.
La rivista pubblica in modalità di accesso aperto dopo il pagamento della quota OnlineOpen; dopo 12 mesi col finanziamento dell'NIH; dopo sei mesi col finanziamento dell'HHMI.
Peter Hall ha lasciato la carica di caporedattore alla fine del 2014 dopo 7 anni.